# Probe 6-8
Probe 6-8 es el septuagésimo tercer álbum de estudio del grupo alemán de música electrónica Tangerine Dream. Publicado el 26 de noviembre de 2021 por los sellos discográficos Eastgate y KScope se trata de un EP que incluye 5 canciones compuestas por Thorsten Quaeschning, Hoshiko Yamane y Paul Frick que incluye material sonoro grabado entre 1977 y 2013 por quien fuera fundador de la banda Edgar Froese fallecido en enero de 2015.

## Producción

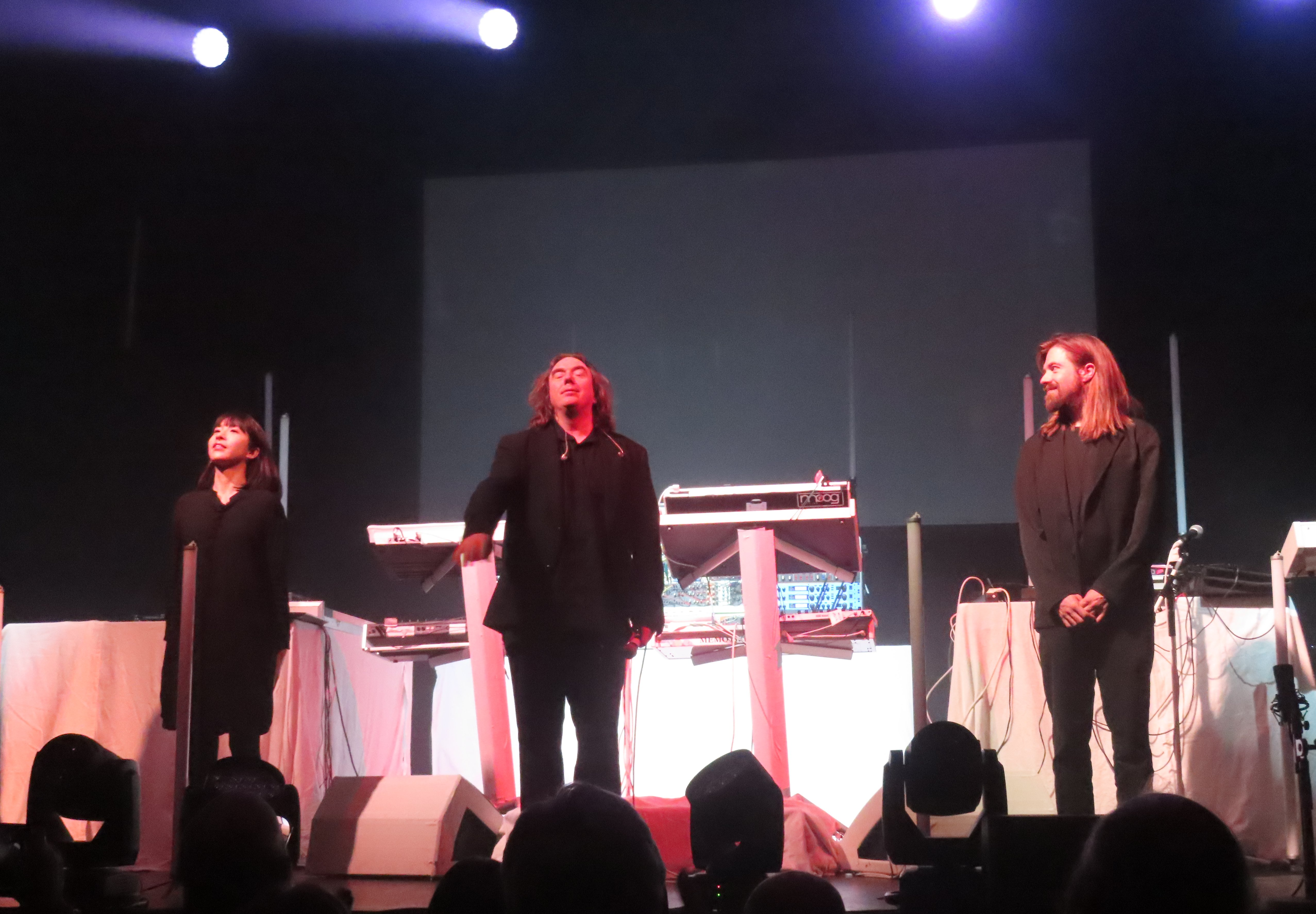
Alineación de Tangerine Dream participante en la creación de Probe 6-8: Hoshiko Yamane (izda.), Thorsten Quaeschning (centro) y Paul Frick (dcha.)

Tras la pandemia de COVID-19, que motivó la cancelación de conciertos y giras de la banda en 2020, Tangerine Dream experimentó un cambio de alineación con la entrada de Paul Frick y la salida de Ulrich Schnauss (quien formara parte del grupo entre 2014 y 2020). Planteado como un trabajo que anticipara su siguiente álbum de estudio, Raum publicado en febrero de 2022, el EP incluye tres composiciones nuevas y dos remezclas a cargo de Grand River (Aimée Portioli) y Sam Barker. Se trata del primer álbum de estudio de la banda desde la publicación de Recurring Dreams (2019) y el primero que incluye nuevas composiciones desde Quantum Gate (2017). La inclusión de instrumentación clásica, como los sintetizadores Roland Jupiter 8 y Yamaha DX7 o el secuenciador Moog Minitaur, motivó que la banda explicara que la intención del mismo no es que pueda interpretarse en conciertos en vivo, práctica usual en los orígenes del grupo pero algo muy infrecuente en las últimas décadas.
La grabación tuvo lugar entre 2020 y 2021 en los Raum Studio y The Shoppe Studio, ubicados en Berlín, si bien la mezcla (a cargo de Quaeschning y Frick) se desarrolló en esta última localización. La masterización se realizó por Birgir Jón Birgisson en Soundlaugin (Reikiavik). Como en anteriores ocasiones la portada, basada en una fotografía realizada por Edgar Froese, fue diseñada por Bianca Froese-Acquaye si bien el libreto incluye fotografías extraídas de un videoclip realizado en formato Super 8 a cargo de Julian Moser, y el arte final lo ejecutó Melanie Reinisch. 

## Lista de canciones
| N.º   | Título                                                                | Escritor(es)                                                | Duración |  |
| 1.    | «Raum»                                                                | Edgar Froese Thorsten Quaeschning Hoshiko Yamane Paul Frick | 14:56    |  |
| 2.    | «Para Guy»                                                            | Edgar Froese Thorsten Quaeschning Hoshiko Yamane Paul Frick | 5:50     |  |
| 3.    | «Continuum»                                                           | Thorsten Quaeschning Hoshiko Yamane Paul Frick              | 7:11     |  |
| 4.    | «Raum - Grand River Remix» (remezcla de Grand River (Aimée Portioli)) | Edgar Froese Thorsten Quaeschning Hoshiko Yamane Paul Frick | 6:18     |  |
| 5.    | «Continuum - Barker Remix» (remezcla de Sam Barker)                   | Thorsten Quaeschning Hoshiko Yamane Paul Frick              | 5:50     |  |
| 40:05 |                                                                       |                                                             |          |  |

## Personal
- Thorsten Quaeschning - sintetizador, secuenciador y mezcla
- Hoshiko Yamane - violín, viola eléctrica y violín eléctrico
- Paul Frick - sintetizador, secuenciador y mezcla
- Edgar Froese - sintetizador y secuenciador en «Raum», «Para Guy» y «Raum - Grand River Remix»
- Bianca Froese-Acquaye - diseño de portada
- Melanie Reinisch - diseño y supervisión gráfica
- Birgir Jón Birgisson - masterización
- Julian Moser - fotografía